# Roca Mîgla
La Roca Mîgla o Stâca Mîgla es un monumento natural geológico o paleontológico en el distrito de Orhei, en la República de Moldavia. Se encuentra a 0,5 km al noroeste del pueblo de Piatra, en la margen izquierda del río Răut . Tiene un área de 3 hectáreas. Es administrado por el ayuntamiento de  Pohorniceni.

## Descripción
La roca es una formación geológica de arrecifes organogénica. En la base se encuentran calizas oolito-foraminíferas de edad voliniana, con restos esqueléticos de foraminíferos de la familia Peneroplidae, fragmentos de conchas de Dissita, moluscos bivalvos Ervilia dissita y gasterópodos como Mohrensternia sarmatica, Ocinebrina subvalva y otros. Arriba, en la sucesión estratigráfica siguen las calizas organogénicas de la edad de Besarabia. Y encima hay una capa de arcillas de Besarabia de hasta 2 metros de grosor, en la que se descubrieron conchas de moluscos como Macra fabzeana, Cartium fittoni, etc. 
A unos 30 metros sobre el nivel del Răut hay una cueva con huellas del hombre prehistórico.

## Estatus de Protección

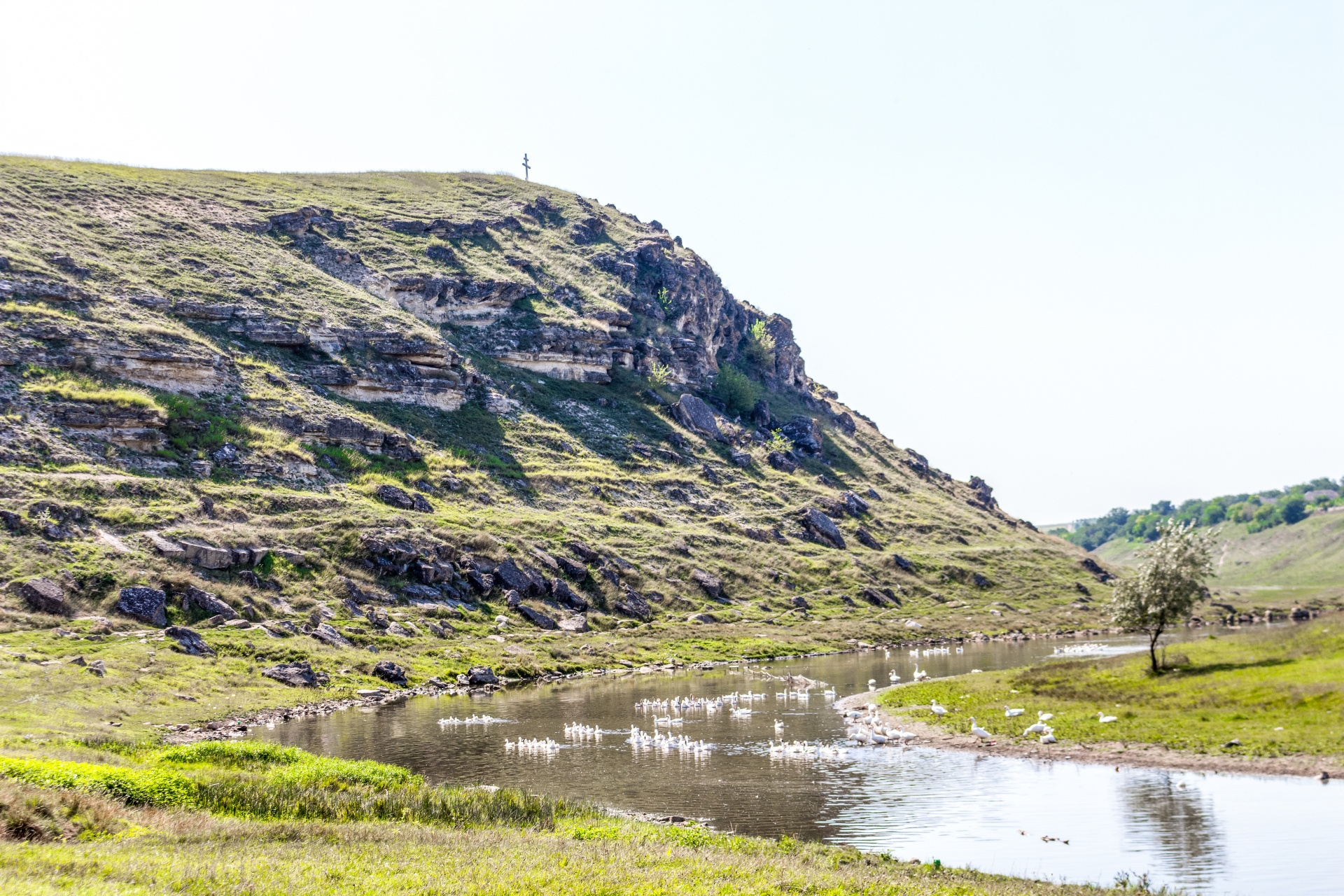
Vista de una ladera de la roca

La zona está bajo la protección del estado por la Decisión del Soviet de Ministros de la MSSR del 8 de enero de 1975 n.º 5, y el estatus de protección fue reconfirmado por la Ley núm. 1538 del 25 de febrero de 1998 sobre el fondo de áreas naturales protegidas por el estado. El propietario del monumento natural era, en el momento de la publicación de la Ley de 1998, el Ayuntamiento de la aldea de Piatra pero mientras tanto pasó al Ayuntamiento de la aldea de Pohorniceni.
Es un afloramiento histórico de formaciones de piedra caliza organogénica sármata en la parte centro-oriental de la República de Moldavia. Tiene valor educativo y también ecoturístico. En 1971, la roca fue visitada, en excursión, por los participantes del XII Coloquio Europeo de Micropaleontología.
De acuerdo con la situación en 2016, no se instaló ningún panel de información y no se delimitó el territorio del área protegida.